# 長丘
長丘（ながおか）は、福岡県福岡市南区の町名。現行行政地名は長丘一丁目から長丘五丁目。郵便番号815-0075。

## 地理
北部は中央区との区境になっている。南区長住・西長住・寺塚・柳河内・平和・中央区小笹・城南区長尾と隣接する。長丘中学校の校区に含まれる長住や平和4丁目なども広義の汎称地名として含まれることがある。鴻巣山のふもとに位置し、名前通り、北高南低の「長い丘」のような地形をしており、全体的に住宅地として利用されている。

### 地価
住宅地の地価は2014年（平成26年）1月1日の公示地価によれば長丘5-6-21の地点で10万7000円/m2となっている。

## 歴史
- 1925年（大正14年） - 筑紫郡八幡村が福岡市と合併。
- 1929年（昭和4年） - 早良郡樋井川村が福岡市と合併、福岡市大字上長尾、下長尾となる。
- 1961年（昭和36年） - 寺塚土地区画整理事業着工。
- 1968年（昭和43年） - 寺塚土地区画整理事業竣工、住居表示実施に伴い大字上長尾・大字下長尾・大字野間・大字高宮の一部を分離、新地名が「長丘」と命名される。
- 1972年（昭和47年） - 福岡市が政令指定都市となり、「長丘」は「福岡市南区長丘」となる。
- 1973年（昭和48年） - 長丘小学校開校、同時に長丘校区自治連合会設立。
- 1975年（昭和50年） - 長丘公民館開館。
- 1980年（昭和55年） - 長丘2丁目が1区と2区に分割。
- 1983年（昭和58年） - 長丘2丁目1区が1区、3区、4区に分割、また、長丘5丁目が1区と2区に分割。
- 1983年（昭和58年） - 長丘3丁目が1区と2区に分割。

## 交通
長丘には鉄道駅はなく、最寄の西鉄天神大牟田線高宮駅までは徒歩で30分程度かかる。西鉄バスは、博多駅や天神などの福岡都心方面を中心として、七隈方面や、藤崎、西新方面などがある。

## 施設
小中学校が一つずつあり、商店、飲食店、スーパーマーケット、病院なども多数存在し、周辺の長住、西長住、寺塚、長尾などの商店街、飲食店街が大きな道路沿いに続く。
- 福岡市立長丘中学校
- 福岡市立長丘小学校
- 長丘幼稚園
- ブリヂストンスイミングスクール長住
- 福岡長丘郵便局
- ローソン長丘店
- 吉野家大池通り長丘店
- ミスタードーナツ福岡長丘店
- サニー長丘店
- セブン-イレブン長丘3丁目店
- セブン-イレブン長丘5丁目店